# Rajko Žižić
Rajko Žižić (Servisch: Рајко Жижић) (Milojevići, 22 januari 1955 - Belgrado, 7 augustus 2003) was een Montenegrijns basketballer en basketbalcoach.

## Carrière
De 2,10 m lange Rajko Žižić begon met basketbal bij KK Sutjeska Nikšić, maar verhuisde al in 1971 naar OKK Belgrado. Van 1981 tot 1984 en 1986/87 speelde hij voor KK Rode Ster Belgrado, tussendoor was hij actief in Frankrijk bij CAUFA Reims.

## Nationale ploeg
Rajko Žižić was al internationaal succesvol bij de junioren. In 1971 werd hij Europees kampioen cadetten, in 1972 en 1974 Europees kampioen junioren. Met de Joegoslavische nationale ploeg speelde hij in 1975 voor een thuispubliek in Joegoslavië op het Europees kampioenschap. Er was een finaleronde met zes teams waarin de Joegoslaven vijf wedstrijden wonnen om Europees kampioen te worden vóór de Sovjet-Unie. Žižić speelde in acht wedstrijden en scoorde 36 punten. Het jaar daarop op de Olympische Spelen van Montreal 1976 eindigden de Joegoslaven als tweede in hun voorgroep achter het team van de Verenigde Staten. Nadat de Joegoslaven het team van de Sovjet-Unie in de halve finale hadden verslagen, ontmoetten de Joegoslaven de Verenigde Staten opnieuw in de finale en verloren met 74-95. Rajko Žižić verscheen in zes wedstrijden en scoorde 46 punten, waarvan vier in de finale.
Nadat Žižić geen deel uitmaakte van de Joegoslavische ploeg op het Europees kampioenschap van 1977, was hij er weer bij op de Wereldbeker van 1978 in Manilla. Daar was eerst een finaleronde waarin de Joegoslaven ongeslagen bleven. De eerste twee ploegen in de eindronde ontmoetten elkaar in de finale, waarbij Joegoslavië won van de USSR ploeg met 82-81 na overtime. Žižić verscheen in acht wedstrijden en scoorde 40 punten. Na het winnen van drie opeenvolgende Europese titels, waarbij Žižić alleen in 1975 optrad, miste Joegoslavië de finale op het Europees Kampioenschap van 1979 in Italië. Na in de voorronde met 76-77 van Israël te hebben verloren, drong Israël door tot de finale tegen het Sovjet-team, terwijl Joegoslavië de derde wedstrijd met 99-92 won van Tsjechoslowakije. Žižić scoorde 35 punten in zes wedstrijden. Een jaar later was er weer een eindronde op de Olympische Spelen van 1980. De twee beste teams van de laatste ronde ontmoeten elkaar in de finale. De Joegoslaven versloegen de Italianen met een score van 86-77. Žižić werd ingezet in zeven wedstrijden en scoorde 29 punten tijdens het toernooi. Hij speelde niet mee in de finale.
Op het WK 1982 in Colombia bereikten de Joegoslaven de derde plaats, ze wonnen met 119-117 van de Spanjaarden, met Rajko Žižić die 44 punten scoorde in negen games. Het jaar daarop eindigde het Joegoslavische team als zevende op het Europees kampioenschap in Frankrijk. Žižić gooide 37 punten bij elkaar in zeven wedstrijden. Ter afsluiting van zijn internationale carrière nam Rajko Žižić deel aan de Olympische Spelen van Los Angeles in 1984. De Joegoslaven wonnen hun voorronde groep, maar verloren van de Spanjaarden in de halve finales. Ze wonnen de bronzen medaille wedstrijd met 88-82 van de Canadezen. Žižić verscheen in acht wedstrijden, maar scoorde in totaal slechts 12 punten.

## Erelijst

### Als speler
- Olympische Spelen: 1x , 1x , 1x
- Wereldkampioenschap: 1x , 1x
- Europeeskampioenschap: 1x , 1x
- Middellandse Zeespelen: 1x , 1x

### Als coach
- 1x Joegoslavische bekerwinnaar: 1993